# Kurt Utz
Hermann Kurt Utz, auch Hermann Curt Utz, (* 7. Mai 1901 in Bruck; † 26. Mai 1974 in Marburg) war ein deutscher evangelischer Kirchenmusiker, Organist und Komponist.

## Leben und Werk
Kurt Utz studierte von 1925 bis 1927 am Leipziger Konservatorium bei Robert Teichmüller Klavier, bei Karl Straube Orgel und bei Hermann Grabner Musiktheorie. 1927 wurde er Dozent an der Deutschen Akademie für Musik und darstellende Kunst in Prag, 1929 wurde er dort zum Professor ernannt. 1930 wechselte er an die Musikhochschule in Mainz. Dort war er auch als Kantor und Organist in der Christuskirche tätig. Von 1934 bis 1938 wirkte er als Kirchenmusikdirektor in Wiesbaden.  1946 bis 1948 war er Chordirigent und Kapellmeister am Staatstheater Wiesbaden. 1948 wurde er Universitätsmusikdirektor in Marburg und wirkte ab 1951 auch als Dozent an der Universität Gießen. Ab 1954 wirkte Utz auch als Kantor und Organist an der Elisabethkirche in Marburg. 1966 wurde Utz emeritiert. In seinen letzten Lebensjahren war er Organist an der Markuskirche im Marburger Stadtteil Marbach, auf dessen Friedhof er am 29. Mai 1974 seine letzte Ruhestätte fand.
Utz komponierte Orgel- und Chorwerke sowie Kammer- und Bühnenmusik.